# NESSIE
NESSIE (New European Schemes for Signatures, Integrity and Encryption) ist ein europäisches Forschungsprojekt mit dem Ziel, der Wirtschaft und den Regierungen eine Auswahl an überprüften kryptographischen Verfahren zur Verfügung zu stellen.
Von der NESSIE-Projektleitung wurde im März des Jahres 2000 dazu aufgerufen, Algorithmen für folgende Kategorien einzureichen.
- Blockverschlüsselung
- Stromverschlüsselung
- Symmetrisches Signaturverfahren (Message Authentication Codes)
- Kryptographische Hashverfahren
- Asymmetrische Verschlüsselung
- Asymmetrische Signaturverfahren
- Asymmetrische Identifikationsverfahren

Insgesamt wurden 42 Verfahren eingereicht, von denen 17 nach genauerer Überprüfung im Februar 2003 ausgewählt wurden.